# Nazionale maschile di pallacanestro della Macedonia del Nord
La nazionale maschile di pallacanestro della Macedonia del Nord (Машката кошаркарска репрезентација на Македонија) rappresenta la Macedonia del Nord nelle competizioni internazionali maschili di pallacanestro organizzate dalla FIBA ed è gestita dalla Federazione cestistica della Macedonia del Nord.

## Storia

### Nazionale RSF Jugoslavia (1935-1991)
Fino al 1991 i cestisti macedoni, nelle competizioni internazionali, hanno militato nella fortissima Nazionale jugoslava, pur non avendone mai costituito l'ossatura principale.

### Nazionale macedone (dal 1993)

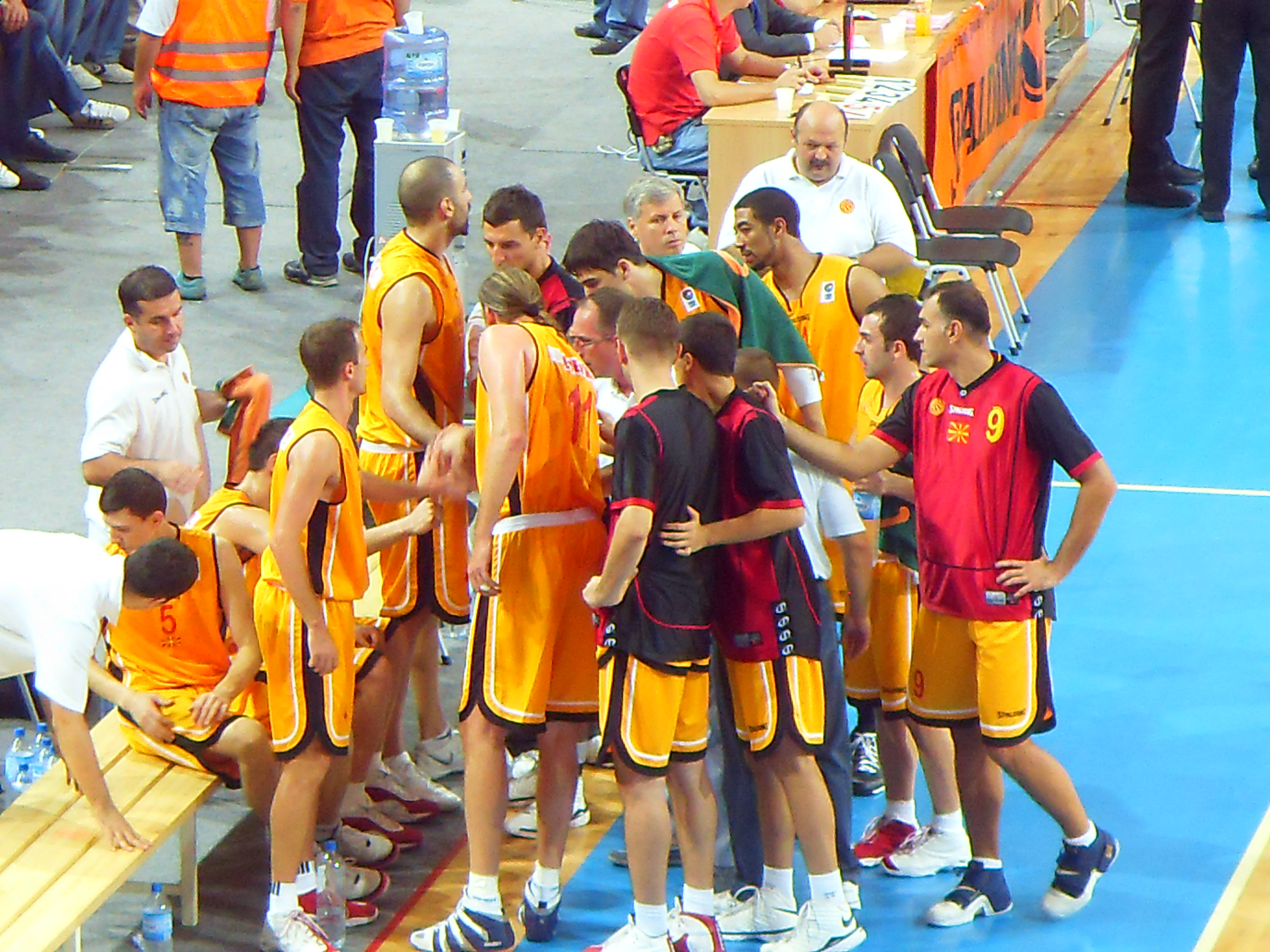
La squadra macedone durante un time-out nel settembre 2008

Nel 1993, a seguito del disfacimento della Repubblica di Jugoslavia, per la prima volta si formò la selezione nazionale macedone.
La nazionale della Macedonia del Nord ha partecipato a cinque edizioni degli Campionati Europei. Nel 1999 e nel 2009, non è riuscita ad andare oltre il girone eliminatorio. Nel 2011 si è qualificata al quarto posto, risultato che non ha saputo ripetere nel 2013 dove è stata eliminata al primo turno.

## Piazzamenti
Europei
- 1999 - 13°
- 2009 - 9°
- 2011 - 4°
- 2013 - 21°
- 2015 - 17°

Mediterranei
- 2013 - 4°

Altre Manifestazioni
- Torneo Supercup: 3

2013

## Formazioni

### Europei
Campionato europeo maschile di pallacanestro 19994 Stefanov, 5 Ilievski, 6 Chekovski, 7 Kurtovik, 8 Srbinoski, 9 Mihajlovski, 10 Naumoski, 11 Gečevski, 12 Jovanovski, 13 Stankovik, 14 Blaževski, 15 Bocevski,        All. Zare Markovski
Campionato europeo maschile di pallacanestro 20094 V. Stefanov, 5 Mirakovski, 6 Sokolov, 7 R. Stefanov, 8 V. Stojanovski, 9 Blaževski, 10 Tasovski, 11 Gečevski, 12 Antić, 13 D. Stojanovski, 14 Massey, 15 Samardžiski,        All. Jovica Arsić
Campionato europeo maschile di pallacanestro 20114 Mirakovski, 5 Ilievski, 6 Sokolov, 7 McCalebb, 8 V. Stojanovski, 9 D. Stojanovski, 10 Simonovski, 11 Gečevski, 12 Antić, 13 Dimčevski, 14 Čekovski, 15 Samardžiski,        All. Marin Dokuzovski
Campionato europeo maschile di pallacanestro 20134 Kostoski, 5 Ilievski, 6 Sokolov, 7 McCalebb, 8 V. Stojanovski, 9 D. Stojanovski, 10 Brčkov, 11 Gečevski, 12 Antić, 13 Gjuroski, 14 Čekovski, 15 Samardžiski,        All. Aleš Pipan
Campionato europeo maschile di pallacanestro 20154 Brčkov, 5 Ilievski, 6 Sokolov, 7 Kostoski, 8 V. Stojanovski, 9 D. Stojanovski, 10 Simonovski, 11 Mladenovski, 12 Trajkovski, 13 Gjuroski, 14 Hendrix, 15 Samardžiski,        All. Marjan Srbinovski

### Giochi del Mediterraneo
Pallacanestro ai XVII Giochi del Mediterraneo4 Nikolov, 5 Kostoski, 6 Sokolov, 7 Brčkov, 8 Karadžovski, 9 Markovski, 10 Simonovski, 11 Gjuroski, 12 Trajkovski, 13 Šterjov, 14 Krstevski, 15 Avramovski,        All. Marjan Srbinovski

## Nazionali giovanili
- Selezioni giovanili della nazionale di pallacanestro della Macedonia del Nord